# دهستان منجیل‌آباد
دهستان منجیل‌آباد دهستانی در بخش مرکزی شهرستان رباط‌کریم، استان تهران در ایران است. براساس سرشماری مرکز آمار ایران در سال ۱۳۸۵، جمعیت آن ۴۸۶۷۹ نفر (۱۲۴۴۲ خانوار) بوده‌است.